# سانسور در برزیل

سانسور در برزیل

سانسور در برزیل (انگلیسی: Censorship in Brazil) چه فرهنگی و چه سیاسی، در طول دوره پس از استعمار این کشور رخ داده است. با اینکه اغلب سانسورهای دولتی درست قبل از دوره تجدید دمکراسی که در سال ۱۹۸۴ آغاز شد پایان یافت، برزیل هنوز هم مقدار کمی سانسور غیررسمی را تجربه می‌کند. قانون اساسی برزیل، آزادی بیان را در رابطه با نژادپرستی محدود می‌کند و همچنین فعالیت روزنامه‌نگاران به صورت ناشناس را ممنوع می‌کند.

## تاریخچه

### دیکتاتوری نظامی (۱۹۶۴–۱۹۸۵)
در سال ۱۹۸۶، در دوران دیکتاتوری نظامی برزیل، دولت فدرال ۱۹۸۵ فیلم ژان لوک گدار به‌نام «هیجان مری» را ممنوع کرد و ادعا کرد که این فیلم توهین به دین مسیحیت است، (اگرچه این کشور به‌طور رسمی سکولار بود)

### تجدید دمکراسی
در سال ۱۹۸۹ قانون «ضدنژادپرستی» تصویب شد؛ براساس این قانون، ترویج آرمانهای نازی و استفاده از نمادهای آن ممنوع شد و همچنین هرگونه تحریک و تبعیض بر اساس نژاد، قومیت، مذهب و ملیت ممنوع گشت.

## آزادی بیان و مطبوعات
قانون برزیل روی آزادی بیان و مطبوعات تأکید می‌کند و مقامات نیز عموماً به این حقوق احترام می‌گذارند. رسانه‌های مستقل فعال هستند و طیف گسترده‌ای از نظرات را بدون محدودیت بیان می‌کنند، اما عناصر بزهکار غیردولتی به‌دلیل فعالیت‌های حرفه‌ای روزنامه‌نگاران به خشونت در مورد آنان ادامه می‌دهند.
تعداد روزافزون موارد سانسور قضایی رسانه‌ها، تهدید جدی برای آزادی مطبوعات محسوب می‌شود. قانون برزیل تأکید می‌کند که "اگر یک حزب خاص اقدام درج مطالب تهاجمی بکند ممکن است براثر حکم قضایی این مطالب حذف شود. " با این حال، گاهی این قانون توسط شرکت‌ها و مقامات دولتی مورد سوء استفاده قرار می‌گیرد.

## آزادی اینترنت
دسترسی به اینترنت در برزیل آزاد است و گزارش معتبری مبنی بر محدودیت‌های دولتی در این زمینه وجود ندارد، که دولت ایمیل‌ها یا اتاق‌های گفتگوی اینترنتی را نظارت کند. افراد و گروه‌ها می‌توانند در بیان دیدگاه‌ها از طریق اینترنت آزادانه شرکت کنند، از جمله بیان نظرات از طریق ایمیل. یک روند مداوم برای افراد خصوصی و سازمان‌های دولتی است که اقدامات قانونی را علیه ارائه دهندگان خدمات اینترنت و ارائه دهندگان سیستم عامل‌های شبکه اجتماعی آنلاین مانند گوگل، فیس‌بوک و اورکات، و پاسخگو بودن آن‌ها برای محتوای ارسال شده یا ارائه شده توسط کاربران این پلت فرم ارائه دهند. احکام قضایی اغلب باعث حذف محتوا از اینترنت می‌شود.